# Túnel de Lærdal

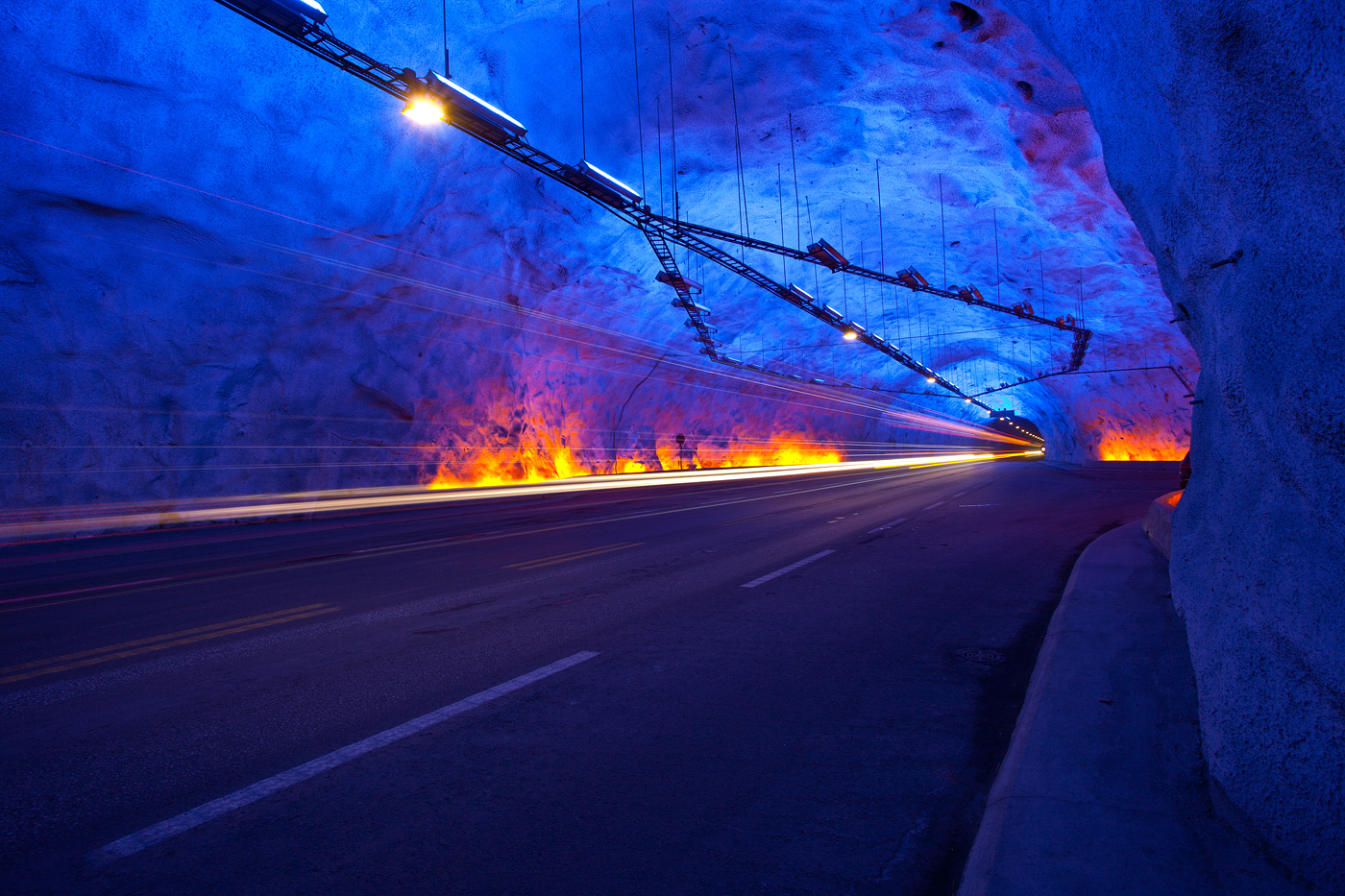

O Túnel de Lærdal (em norueguês:  Lærdalstunnelen) é um túnel rodoviário de 24,5 quilômetros de extensão que conecta os municípios de Lærdal e Aurland, no condado de Vestland, Noruega. Localizado aproximadamente a 175-200 quilômetros a nordeste de Bergen, o túnel possui duas pistas da Rota Europeia E16 e representa a última conexão na rodovia principal que liga Oslo e Bergen sem conexões de ferry e passagens difíceis pelas montanhas durante o inverno. Foi o túnel rodoviário mais longo do mundo, sucedendo ao Túnel rodoviário de São Gotardo, na Suíça, até ter sido ultrapassado em 2023 pelo WestConnex em Sydney, Nova Gales do Sul, na Austrália.
Em 1975, o Parlamento da Noruega decidiu que a principal rodovia entre Oslo e Bergen passaria por Filefjell. Em 1992, o Parlamento confirmou essa decisão, tomou a decisão adicional de que a estrada deveria passar por um túnel entre Lærdal e Aurland, e aprovou legislação para construir o túnel. A construção começou em 1995 e o túnel foi inaugurado em 2000. Custou 1,082 bilhão de coroas norueguesas ($113,1 milhões de dólares americanos).

## Desenho
Um total de 2 500 000 m3 de rocha foi removido do túnel durante sua construção de 1995 a 2000. O túnel começa logo a leste de Aurlandsvangen em Aurland, atravessa uma cadeia de montanhas e termina 5,5 quilômetros ao sul de Lærdalsøyri, em Lærdal. O desenho do túnel leva em consideração a tensão mental dos motoristas, então o túnel é dividido em quatro seções, separadas por três grandes cavernas de montanha a intervalos de 6 quilômetros. Enquanto o túnel principal possui luzes brancas, as cavernas têm iluminação azul com luzes amarelas nas bordas para dar a impressão de um nascer do sol. As cavernas são projetadas para quebrar a rotina, fornecer uma vista refrescante e permitir que os motoristas façam uma breve pausa. As cavernas também são usadas como pontos de retorno e áreas de descanso para ajudar a aliviar a claustrofobia durante uma viagem de 20 minutos pelo túnel. Dentro do túnel, há um sinal a cada quilômetro indicando quantos quilômetros já foram percorridos e também quantos quilômetros ainda faltam. Para evitar que os motoristas fiquem desatentos ou caiam no sono, cada faixa é equipada com uma faixa de vibração alta em direção ao centro.

### Segurança
O túnel não possui saídas de emergência. Existem muitas precauções de segurança em caso de acidentes ou incêndio. Telefones de emergência marcados como "SOS" estão a cada 250 metros para entrar em contato com a polícia, bombeiros e hospitais. Extintores de incêndio são colocados a cada 125 metros. Sempre que um telefone de emergência no túnel é usado ou um extintor de incêndio é levantado, luzes de parada e sinais eletrônicos com a mensagem "snu og køyr ut" (tradução: vire e saia) são exibidos em todo o túnel e dois sinais eletrônicos em ambos os lados da entrada exibindo a mensagem "tunnelen stengt" (tradução: túnel fechado). Existem 15 áreas de conversão que foram construídas para ônibus e semirreboques. Além das três grandes cavernas, nichos de emergência foram construídos a cada 500 metros. Existem inspeções fotográficas e contagem de todos os veículos que entram e saem do túnel nos centros de segurança em Lærdal e Bergen. Há também cabeamento especial no túnel para uso de rádio e telefones celulares. Câmeras de velocidade foram instaladas devido a excesso de velocidade. Existem muito poucas outras estradas completamente retas na região.

### Qualidade do ar
A qualidade do ar elevada no túnel é alcançada de duas maneiras: ventilação e purificação. Grandes ventiladores puxam o ar de ambas as entradas e o ar poluído é expelido através do túnel de ventilação para Tynjadalen. O Túnel de Lærdal é o primeiro do mundo a ser equipado com uma central de tratamento de ar, localizada em uma caverna com cerca de 100 metros de largura, cerca de 9,5 quilômetros a noroeste de Aurlandsvangen. A central remove tanto poeira quanto dióxido de nitrogênio do ar do túnel. Dois grandes ventiladores puxam o ar através da central de tratamento, onde a poeira e fuligem são removidas por um filtro eletrostático. Em seguida, o ar é puxado através de um grande filtro de carbono, que remove o dióxido de nitrogênio.

## Galeria de imagens

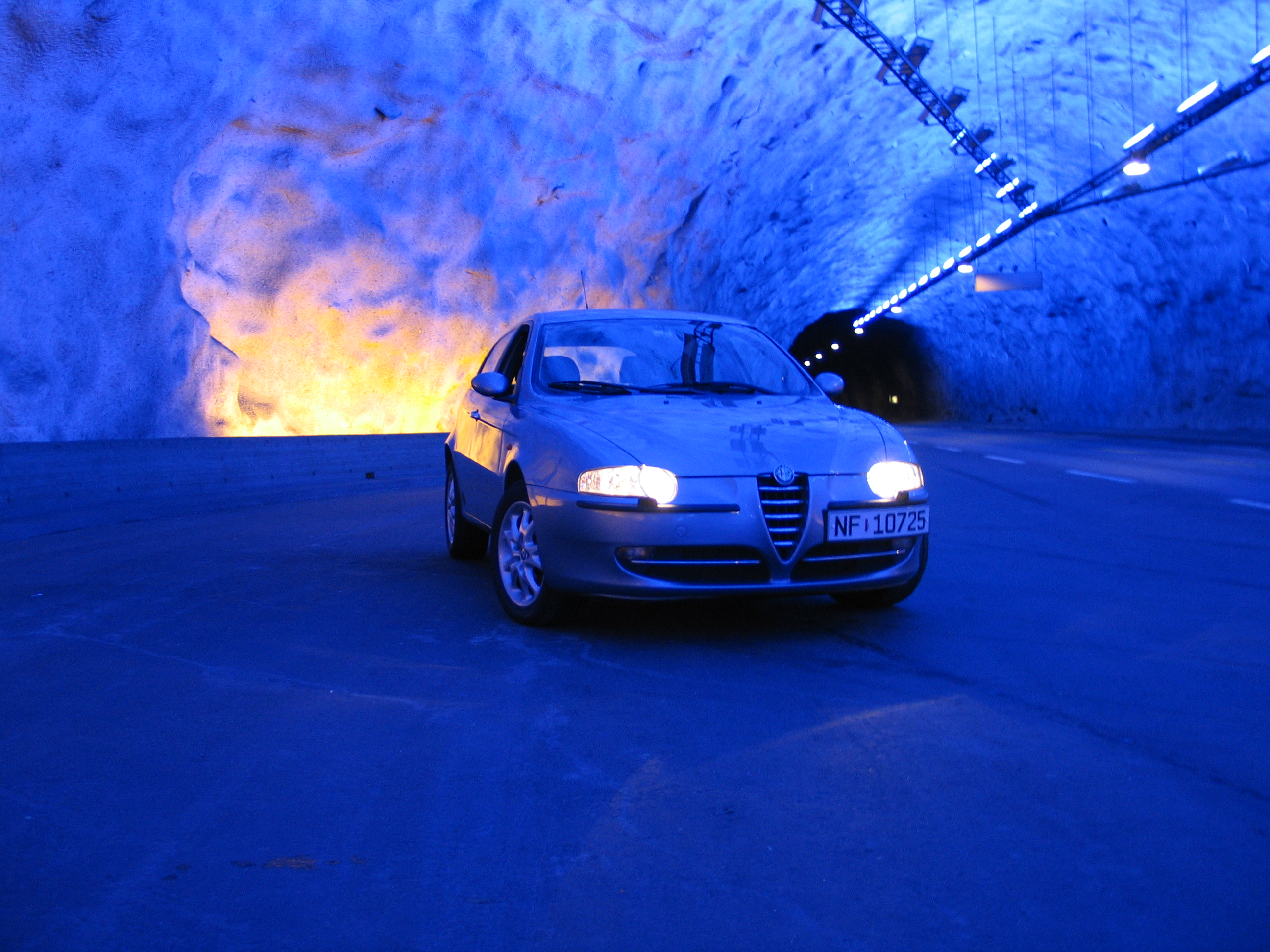
Um carro estacionado em uma das cavernas do túnel
Visão de uma das cavernas
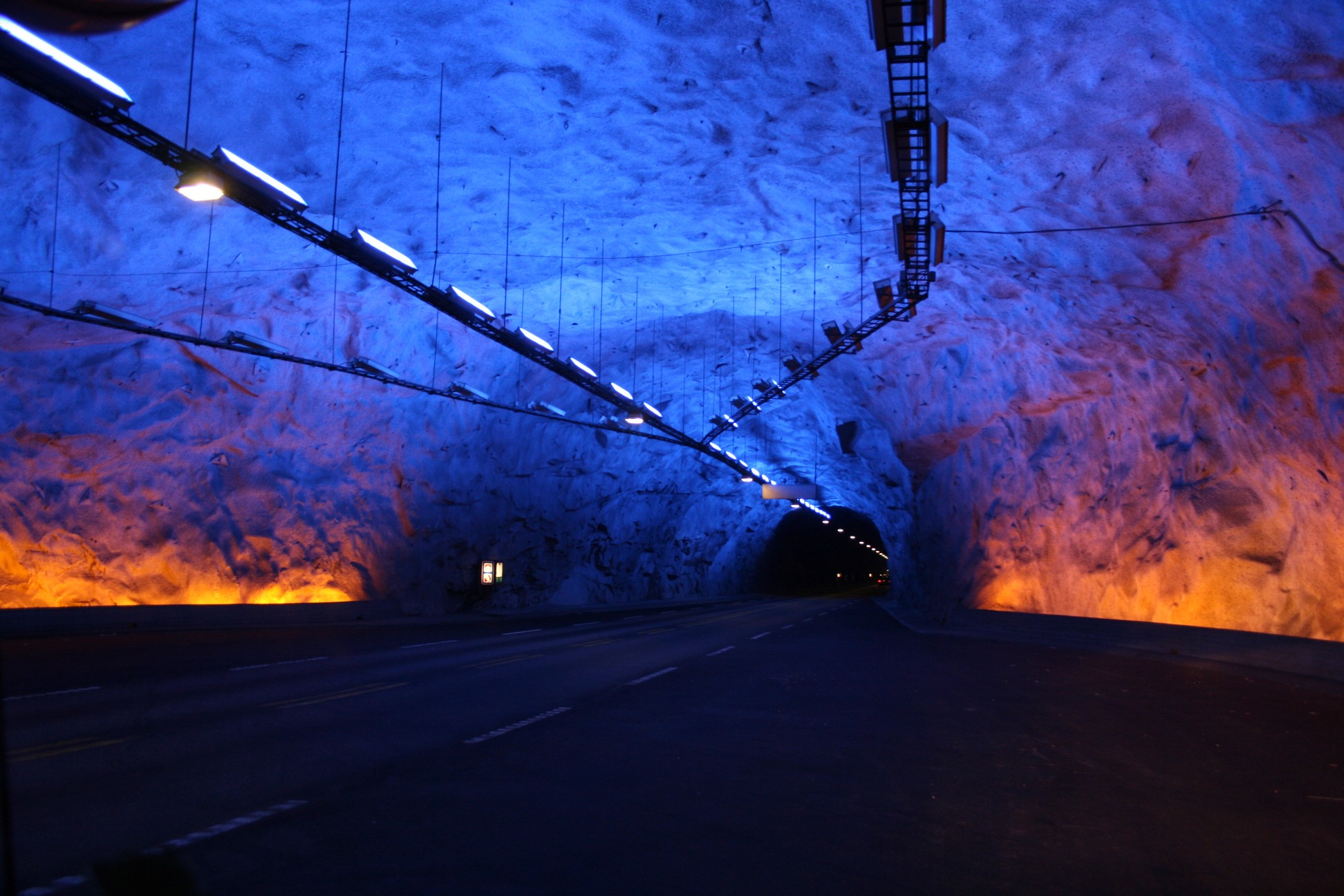
Uma das cavernas do túnel de Lærdal possui iluminação azul com luzes amarelas
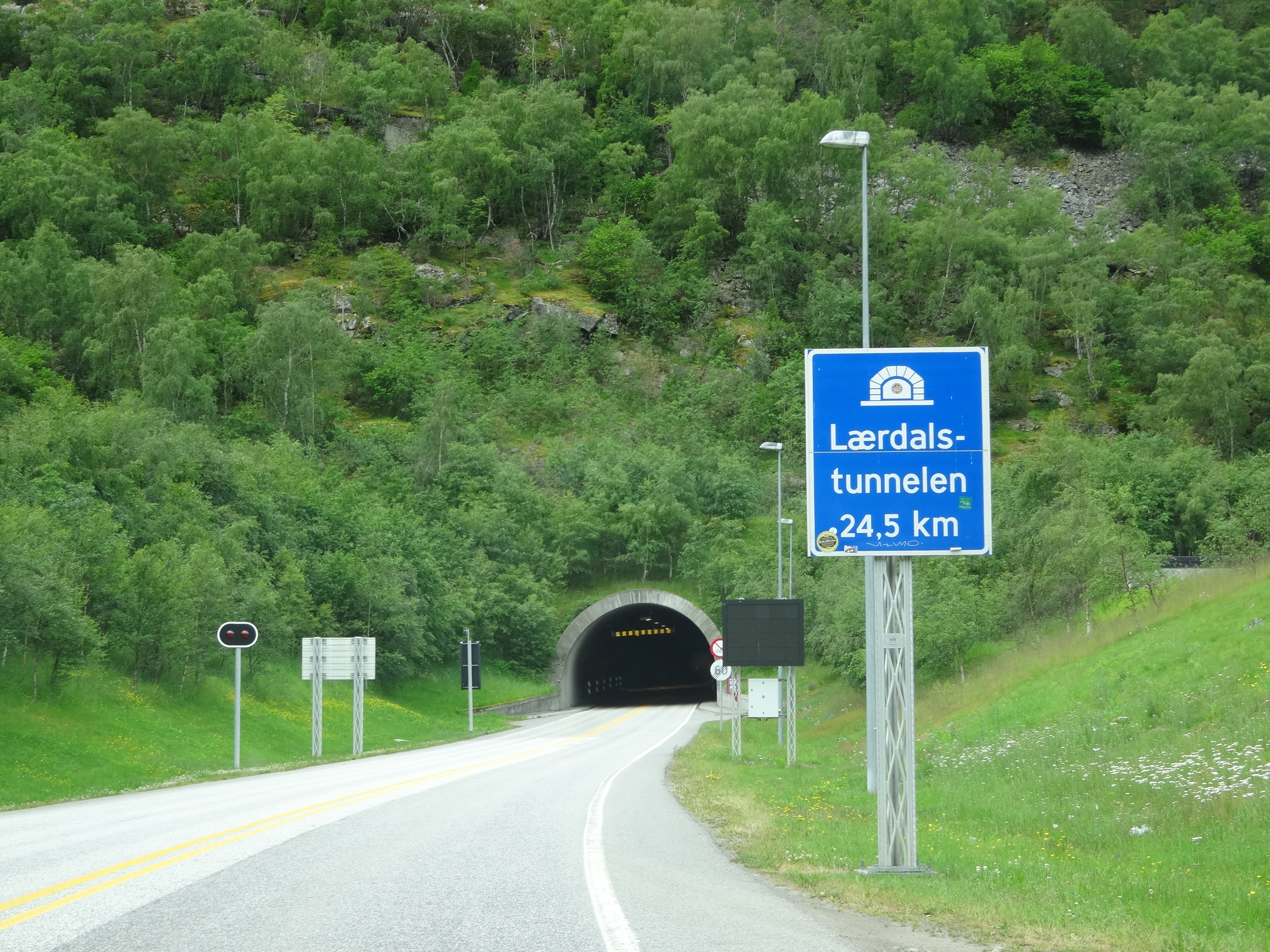
Portal norte
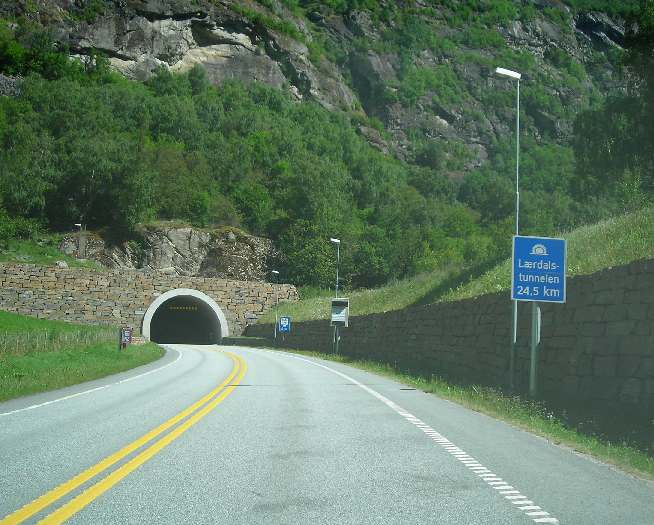
Portal sul